# Jerrell Freeman
Jerrell Freeman (Waco, 1º maggio 1986) è un giocatore di football americano statunitense che gioca nel ruolo di linebacker per i Chicago Bears della National Football League (NFL). Al college ha giocato a football alla University of Mary Hardin–Baylor.

## Carriera professionistica

### Primi anni
Dopo non essere stato scelto nel Draft NFL 2008, Freeman firmò coi Tennessee Titans, da cui fu svincolato prima dell'inizio della stagione. Tra il 2009 e il 2011 giocò con i Saskatchewan Roughriders della Canadian Football League venendo convocato per l'All-Star Game nel 2011.

### Indianapolis Colts
Il 16 gennaio 2012, Freeman annunciò la firma di un contratto con gli Indianapolis Colts della NFL. Nella prima settimana, contro i Chicago Bears, ritornò un intercetto su Jay Cutler in touchdown nel primo quarto. Freeman ebbe una prima annata di alto livello coi Colts, terminando con 145 tackle (quinto nella lega) e 2 sack.
Freeman fu premiato come miglior difensore della AFC della settimana per la sua prestazione nella vittoria sui Kansas City Chiefs del 22 dicembre 2013. La sua gara terminò con 7 tackle, 1 sack, 1 fumble forzato, 1 un intercetto e 3 passaggi deviati. A fine stagione totalizzò 126 tackle, 5,5 sack, 2 intercetti e 6 fumble forzati, giocando tutte le gare come titolare.
Nel primo turno dei playoff della stagione 2014, Freeman guidò i Colts con 15 tackle, 1,5 sack e un fumble forzato alla vittoria sui Bengals.

### Chicago Bears
Il 12 marzo 2016, Freeman firmò con i Chicago Bears.

## Palmarès
- Difensore della AFC della settimana: 3

16ª del 2013
- CFL All-Star: 1

2011

## Statistiche
NFL
| Partite totali      | 57   |
| Partite da titolare | 57   |
| Tackle              | 478  |
| Sack                | 12,0 |
| Intercetti          | 4    |
| Touchdown           | 1    |
| Fumble forzati      | 8    |

Statistiche aggiornate alla stagione 2015